# 关崇贵
关崇贵，吉林省梅河口市人，中国共产党党员。1951年2月24日第四次战役汉江北岸的阻击战中，第四十二军一二五师三七五团一连一排二班副班长关崇贵，在坚守汉江北岸614高地时用机枪击落美军一架P-51螺旋桨战斗机，立特等功，连升三级，获二级英雄称号，并获朝鲜民主主义人民共和国三级国旗勋章。

## 相關
- 怎樣打飛機